# Phyllanthus pulcherrimus
Phyllanthus pulcherrimus är en emblikaväxtart som beskrevs av Wilhelm Franz Herter och José Arechavaleta. Phyllanthus pulcherrimus ingår i släktet Phyllanthus och familjen emblikaväxter.
Artens utbredningsområde är Uruguay. Inga underarter finns listade i Catalogue of Life.